# コンピュージック
コンピュージック（英: compusic）は、かつて存在したアポロン音楽工業が1986年以降にリリースした、ゲームミュージックの音楽作品のレーベルである。
本項では同社より発売されたゲームミュージックの音楽作品全般について記す。

## 概要
1986年5月21日、アポロン音楽工業初のゲームミュージックのサウンドトラック『オリジナル・サウンド・オブ・グラディウス』をリリース（楽曲はファミリーコンピュータ版）。次いで同年10月5日、アルバム『組曲「ドラゴンクエスト」』をリリース。
当時、ゲームミュージックはアルファレコード（G.M.O.レコード）などが参入していたが、アポロンはカセットテープ専売（当時の定価700円のシングルEPよりやや高い1000円で発売）のタイトルと、他社と同様にLPレコード、カセットテープ、CDで発売されるタイトルを並行してリリース。以降もコナミ作品とドラゴンクエストシリーズを中心に、さまざまな音楽作品をリリースしていった。
1987年8月5日発売の『サウンドアドベンチャー 北海道連鎖殺人 オホーツクに消ゆ』より、「コンピュージック(compusic)」のシリーズ名が冠せられる。ただし、その直前の7月5日に発売されていた『オール・オーバー・ザナドゥ』では、同梱のアンケートハガキがすでにコンピュージックシリーズのものであった。また、当初カセットテープでのみ販売されていた初期のタイトルも、CDシングルでの再発時にコンピュージックに組み入れられた。
その後も1990年に社名を「アポロン株式会社」に改名しつつ、積極的にゲームミュージックの音楽作品をリリースし続けていたが、1993年6月21日発売の『ドラゴンクエストV 天空の花嫁 オン・エレクトーン』を最後に、ゲームミュージック作品のリリースが途絶える。1996年に同社が「バンダイ・ミュージックエンタテインメント」に名称変更。以降ゲームミュージック作品のリリースは復活したものの、コンピュージックの名は冠せられず、そのまま自然消滅した。

## 備考
- コンピュージックの作品には、ゲームの音を直接収録したオリジナル・バージョンは、必ずしも収録されてはいない。『オリジナル・サウンド・オブ・シルフィード』など、アレンジ・バージョンのみ収録されている作品も多数存在する。
- コナミは当時、前述のG.M.O.レコードのほかキングレコードからも音楽作品が発売されていたが、コンピュージックからは『グラディウス2』などのMSX作品のサウンドトラックを、当初独占的に販売していた。また『沙羅曼蛇』はG.M.O.レコードよりも、『グラディウスII -GOFERの野望-』はキングレコードよりも、サウンドトラックのリリースは早かった。
- ドラゴンクエストシリーズは、『ドラゴンクエストV 天空の花嫁』まで、ほぼ独占的に音楽作品を発売。『交響組曲「ドラゴンクエストIV」導かれし者たち』は、オリコン・アルバムチャートで1位を獲得した。
- ドラゴンクエストシリーズの作品は、コンピュージックシリーズに含まれるものとそうでないものがあった。例えば、1987年8月21日発売の『マーチ・ドラゴンクエスト』はコンピュージックシリーズだが、同年10月21日発売の『ドラゴンクエスト・イン・コンサート』はコンピュージックシリーズではない。その後、1989年以降はコンピュージックシリーズに統一されている。
- ほとんどの作品はステレオ録音で、ドルビーNR（Bタイプ）対応であったが、元来ステレオではない一部の作品は擬似ステレオをとっていたものもあった。

## タイトル
発売日にリリースされたメディアは○、後日リリースされたメディアは△で表記。
| タイトル                                                            | 発売日         | CT | Vinyl | CD | 備考 |
| ------------------------------------------------------------------- | -------------- | -- | ----- | -- | --- |
| オリジナル・サウンド・オブ・グラディウス                            | 1986年05月21日 | ○  | ―     | △  | 後にCD化に際しコンピュージックとなる ファミリーコンピュータ版を収録 |
| 組曲「ドラゴンクエスト」                                            | 1986年10月05日 | ○  | ○     | ○  | 非コンピュージック |
| オリジナル・サウンド・オブ・沙羅曼蛇                                | 1986年12月16日 | ○  | ―     | △  | 後にCD化に際しコンピュージックとなる |
| Love Song 探して                                                    | 1987年01月21日 | ○  | ○     | ―  | 非コンピュージック 牧野アンナのシングル、アレンジバージョンのみ収録 |
| ドラゴンクエストの世界「ドラゴンクエストII」悪霊の神々              | 1987年02月05日 | ○  | ○     | ○  | 非コンピュージック |
| 熱血硬派くにおくん サウンド・ストーリー                             | 1987年03月05日 | ○  | ―     | ―  | 非コンピュージック アレンジバージョンのみ収録 |
| オリジナル・サウンド・オブ・グラディウス アーケード版               | 1987年05月05日 | ○  | ―     | △  | 後にCD化に際しコンピュージックとなる |
| パソコン・ミュージック ジーザス・ガンダーラ・ウイングマン2          | 1987年06月21日 | ○  | ○     | ○  | 非コンピュージック |
| オール・オーバー・ザナドゥ                                          | 1987年07月05日 | ○  | ○     | ○  | 非コンピュージック アレンジバージョンのみ収録 |
| サウンドアドベンチャー 北海道連鎖殺人 オホーツクに消ゆ              | 1987年08月05日 | ○  | ○     | ○  | アレンジバージョンのみ収録 |
| オリジナル・サウンド・オブ・WECル・マン24                           | 1987年08月21日 | ○  | ―     | △  | |
| マーチ・ドラゴンクエスト                                            | 1987年08月21日 | ○  | ○     | ―  | アレンジバージョンのみ収録 |
| オリジナル・サウンド・オブ・ドラゴンスレイヤーIV ドラスレファミリー | 1987年09月21日 | ○  | ―     | △  | |
| オリジナル・サウンド・オブ・グラディウス2                           | 1987年10月05日 | ○  | ―     | △  | |
| ドラゴンクエスト・イン・コンサート                                  | 1987年10月21日 | ○  | ○     | ○  | 非コンピュージック アレンジバージョンのみ収録 |
| サウンド・ファンタジー ロマンシア                                   | 1987年11月21日 | ○  | ○     | ○  | |
| オリジナル・サウンド・オブ・グラディウス&沙羅曼蛇                   | 1987年11月21日 | ○  | ○     | ○  | 過去に発売した4作品の再編集アルバム |
| ウィ・ラブ・ウィザードリィ                                          | 1987年12月05日 | ○  | ○     | ○  | ファミリーコンピュータ版のアレンジバージョンのみ収録 |
| オリジナル・サウンド・オブ・ダブルドラゴン                          | 1988年02月21日 | ○  | ―     | △  | アレンジバージョンのみ収録 |
| 交響組曲「ドラゴンクエストIII」そして伝説へ…                        | 1988年03月07日 | ○  | ○     | ○  | |
| オリジナル・サウンド・オブ・サイバータンク                          | 1988年03月30日 | ○  | ―     | △  | |
| オリジナル・サウンド・オブ・ザナドゥVSイース MSX版                  | 1988年03月30日 | ○  | ―     | ―  | |
| オリジナル・サウンド・オブ・シルフィード                            | 1988年05月05日 | ○  | ―     | △  | シンセサイザー・グレードアップ・バージョンのみ収録 |
| オリジナル・サウンド・オブ・パロディウス                            | 1988年05月21日 | ○  | ―     | △  | |
| ドラゴンクエストIII そして伝説へ…                                   | 1988年06月21日 | ○  | ○     | ○  | 非コンピュージック 鴻上尚史のシングル、アレンジバージョンのみ収録 |
| ドラゴンクエスト・イン・ブラス                                      | 1988年07月05日 | ○  | ○     | ○  | 非コンピュージック アレンジバージョンのみ収録 |
| 行進曲・ロトのテーマ                                                | 1988年07月05日 | ○  | ―     | ○  | 非コンピュージック 『ドラゴンクエスト・イン・ブラス』からのシングルカット、アレンジバージョンのみ収録 |
| スペース・オデッセイ グラディウスII -GOFERの野望-                   | 1988年07月21日 | ○  | ○     | ○  | |
| オリジナル・サウンド・オブ・沙羅曼蛇 MSX版                          | 1988年08月05日 | ○  | ―     | △  | |
| サウンド・ストーリー 熱血高校ドッジボール部                         | 1988年08月05日 | ○  | ―     | ―  | シンセサイザー・グレードアップ・バージョンのみ収録 |
| ドラゴンクエスト・オン・エレクトーン                                | 1988年09月21日 | ○  | ○     | ○  | 非コンピュージック アレンジバージョンのみ収録 |
| パソコン・ミュージック アンジェラス 〜悪魔の福音〜                  | 1988年09月21日 | ○  | ○     | ○  | |
| ドラゴンクエスト ライヴ・コンサート                                 | 1988年10月21日 | ○  | ○     | ○  | 非コンピュージック アレンジバージョンのみ収録 |
| 組曲 グラディウス ファンタジア                                      | 1988年11月21日 | ○  | ○     | ○  | |
| ファンタジック・ワールド・オブ・スーパーマリオブラザーズ3           | 1988年12月05日 | ○  | ―     | ○  | |
| ドラゴンスピリット〜エモーショナル・サウンド・オブ・ナムコット〜    | 1989年02月05日 | ○  | ―     | ○  | PCエンジン版『ドラゴンスピリット』『妖怪道中記』『ギャラガ'88』を収録 |
| 組曲 ウィザードリィII リルガミンの遺産                              | 1989年03月05日 | ○  | ―     | ○  | ファミリーコンピュータ版 |
| くにおくん サウンド・コレクション                                   | 1989年06月05日 | ―  | ―     | ○  | 過去に発売した2作品の再編集＋『ダウンタウン熱血物語』アレンジバージョンを収録 |
| パソコン・ミュージック スターコマンド 暗闇の侵略者                  | 1989年08月05日 | ○  | ―     | ○  | |
| PCエンジンズ・ワールド・オブ・ダライアス                            | 1989年11月21日 | ○  | ―     | ○  | PCエンジン版『ダライアスプラス』を収録 |
| 交響組曲「ドラゴンクエストIV」導かれし者たち                        | 1990年03月13日 | ○  | ○     | ○  | 2枚組 オリコン・アルバムチャート1位を記録 |
| 組曲 ウィザードリィIII ダイヤモンドの騎士                           | 1990年04月21日 | ○  | ―     | ○  | ファミリーコンピュータ版のアレンジバージョンのみ収録 |
| レジェンド・オブ シュヴァルツシルト                                 | 1990年06月21日 | ○  | ―     | ○  | |
| ドラゴンクエスト・オン・ピアノ VOL.I                                | 1990年08月10日 | ○  | ―     | ○  | アレンジバージョンのみ収録 |
| ドラゴンクエスト・オン・ピアノ VOL.II                               | 1990年08月10日 | ○  | ―     | ○  | アレンジバージョンのみ収録 |
| ディス イズ ナムコ!                                                 | 1990年09月21日 | ○  | ―     | ○  | アレンジバージョンのみ収録 |
| ドラゴンクエスト イン・ブラス II                                    | 1990年10月21日 | ○  | ―     | ○  | アレンジバージョンのみ収録 |
| マーチ・ドラゴンクエストIV                                          | 1990年10月21日 | ―  | ―     | ○  | アレンジバージョンのみ収録 『ドラゴンクエスト・イン・ブラス II』からのシングルカット |
| ドラゴンクエストIV オン・エレクトーン                               | 1990年12月16日 | ―  | ―     | ○  | アレンジバージョンのみ収録 |
| いただきストリート サウンド・マップ                                 | 1991年03月05日 | ○  | ―     | ○  | アレンジバージョンのみ収録 |
| ドラゴンクエスト ジパングワールド                                   | 1991年06月21日 | ―  | ―     | ○  | アレンジバージョンのみ収録 |
| 天使たちの午後・初恋編                                              | 1991年06月21日 | ○  | ―     | ○  | アレンジバージョンのみ収録 |
| ウィザードリィ外伝 I・女王の受難                                    | 1991年07月21日 | ○  | ―     | ○  | |
| 765メガ-ミックス                                                    | 1991年07月21日 | ―  | ―     | ○  | アレンジバージョンのみ収録 戸田誠司プロデュース |
| SDガンダム ガチャポン戦士大集合                                     | 1991年09月05日 | ―  | ―     | ○  | アレンジバージョンのみ収録 |
| すぎやまこういち ゲーム音楽作品集                                   | 1991年11月21日 | ○  | ―     | ○  | 2枚組、アレンジバージョンのみ収録 『ジーザス』『ジーザスII』『ドラゴンクエストII』『ドラゴンクエストIV』『46億年物語』『赤川次郎の幽霊列車』『テトリス2+ボンブリス』『ウイングマンスペシャル』『ウイングマン2』『ガンダーラ』『スターコマンド』を収録 |
| SDガンダム外伝・ナイトガンダム物語                                  | 1991年12月16日 | ○  | ―     | ○  | アレンジバージョンのみ収録 |
| ファミコンジャンプ 最強の7人                                        | 1991年12月16日 | ○  | ―     | ○  | アレンジバージョンのみ収録 |
| ソウルブレイダー                                                    | 1992年02月21日 | ―  | ―     | ○  | |
| 甲竜伝説ヴィルガスト 消えた少女                                     | 1992年05月21日 | ―  | ―     | ○  | |
| アクアレス                                                          | 1992年08月21日 | ―  | ―     | ○  | |
| ドラゴン創世記                                                      | 1992年08月21日 | ―  | ―     | ○  | |
| 交響組曲「ドラゴンクエストV」天空の花嫁                             | 1992年10月21日 | ○  | ―     | ○  | 2枚組 |
| ティラムバラム                                                      | 1992年11月21日 | ―  | ―     | ○  | アレンジバージョンのみ収録 |
| 交響シンセ組曲「46億年物語」                                        | 1992年12月16日 | ―  | ―     | ○  | アレンジバージョンのみ収録 |
| 組曲ウィザードリィV ハート・オブ・ザ・メイルストローム              | 1992年12月16日 | ―  | ―     | ○  | アレンジバージョンのみ収録 |
| 結婚ワルツ                                                          | 1993年02月21日 | ―  | ―     | ○  | アレンジバージョンのみ収録 すぎやまこういちのシングル |
| ドラゴンクエストV「天空の花嫁」イン・ブラス                         | 1993年03月05日 | ―  | ―     | ○  | アレンジバージョンのみ収録 |
| ジョジョの奇妙な冒険                                                | 1993年04月05日 | ―  | ―     | ○  | |
| ドラゴンクエストV「天空の花嫁」オン・ピアノ                         | 1993年04月21日 | ―  | ―     | ○  | アレンジバージョンのみ収録 |
| 弦楽四重奏曲「モノポリー」                                          | 1993年04月21日 | ―  | ―     | ○  | |
| 龍騎兵団ダンザルブ                                                  | 1993年04月21日 | ―  | ―     | ○  | |
| ドラゴンクエストV「天空の花嫁」オン・エレクトーン                   | 1993年06月21日 | ―  | ―     | ○  | アレンジバージョンのみ収録 |